# Села-при-Штравберку
Села-при-Штравберку (словен. Sela pri Štravberku) — поселення в общині Ново Место, регіон Південно-Східна Словенія, Словенія. Висота над рівнем моря: 486,1 м.